# Richard Hopkins
Richard Hopkins (* 12. Oktober 1954) ist ein ehemaliger australischer Sprinter.
Bei den Commonwealth Games 1978 in Edmonton wurde er über 200 m Sechster und in der 4-mal-100-Meter-Staffel Siebter.
1974 wurde er Australischer Meister über 200 m. Seine persönliche Bestzeit über diese Distanz von 20,91 s stellte er am 4. Juni 1977 in Champaign auf.